# Tagalopsyche jolandae
Tagalopsyche jolandae là một loài Trichoptera trong họ Leptoceridae. Chúng phân bố ở vùng Indomalaya.